# Annick Lodge
Annick Lodge ist ein Herrenhaus nahe der schottischen Ortschaft Irvine in der Council Area North Ayrshire. 1971 wurde das Bauwerk in die schottischen Denkmallisten in der höchsten Denkmalkategorie A, 2006 wurde das Anwesen in das Inventory of Gardens and Designed Landscapes in Scotland aufgenommen.

## Beschreibung
Das zweistöckige Herrenhaus liegt isoliert rund einen Kilometer nordöstlich der Stadtgrenze von Irvine am Südufer des Annick Waters. Es wurde im Jahre 1790 erbaut. Die südwestexponierte Frontseite ist symmetrisch aufgebaut. Der mittige Eingangsbereich tritt leicht hervor und ist mit korinthischen Säulen und Dreiecksgiebel gestaltet. Ein weiterer Dreiecksgiebel mit Arabeske sitzt auf dem Obergeschoss auf. Die Fassaden sind mit Harl verputzt und die Gebäudekanten mit bossierten Quadersteinen abgesetzt. Die Fenster sind mit farblich daran angeglichenen Faschen versehen. Das Gebäude schließt mit einem schiefergedeckten Walmdach ab. Auf beiden Seiten des Hauptgebäudes befinden sich vorgelagerte, einstöckige Pavillons. Sie sind über Sichtschutzmauern mit diesem verbunden. Rückseitig schließt ein Gewächshaus an, das im viktorianischen Stil des 19. Jahrhunderts gestaltet ist.